# Genalguacil
Genalguacil er en by og kommune i det sydlige Spanien i provinsen Málaga. Den har et indbyggertal på 397 (2024) indbyggere.